# 聲門下腔
聲門下腔（infraglottic cavity）為喉部的一部分、位於喉室及聲門裂的下方。

## 附加圖片

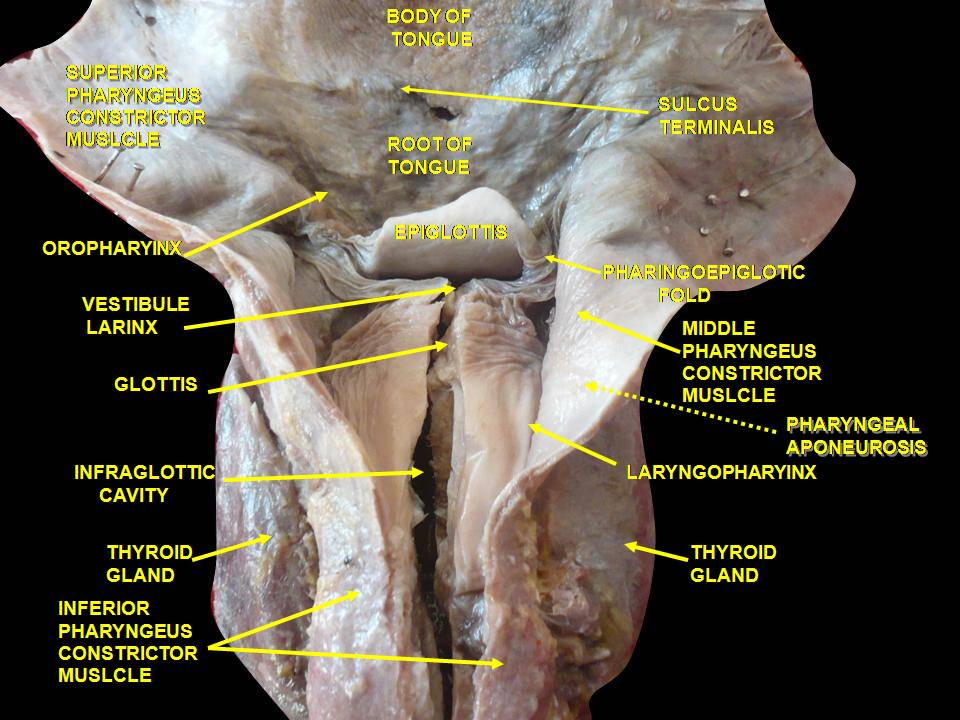
喉部、咽部及舌頭的深層解剖，後視圖。
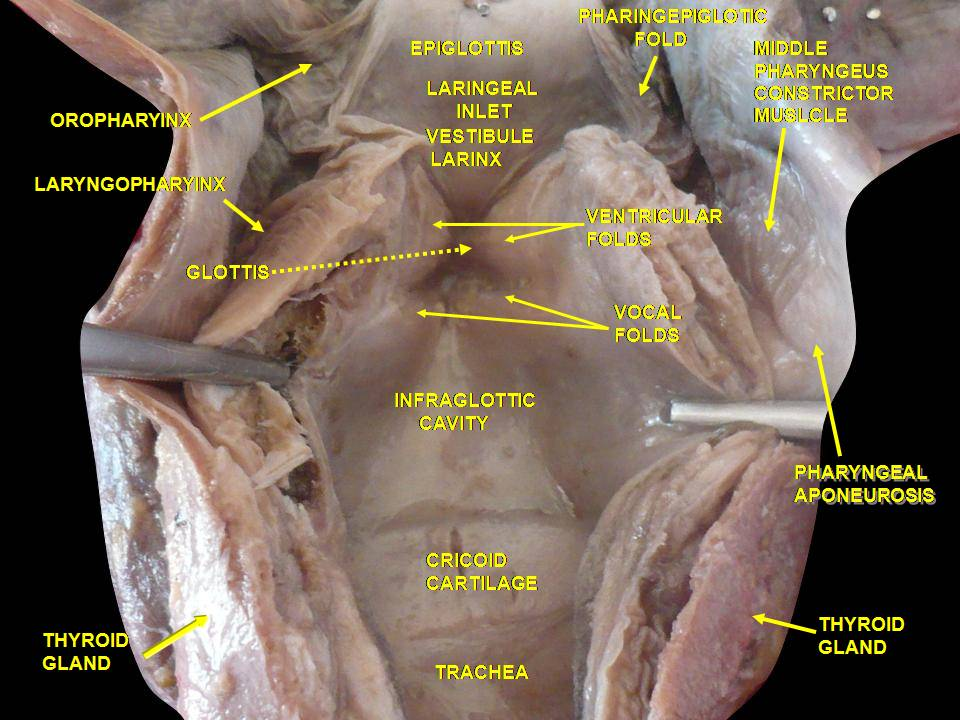
喉部、咽部及舌頭的深層解剖，後視圖。
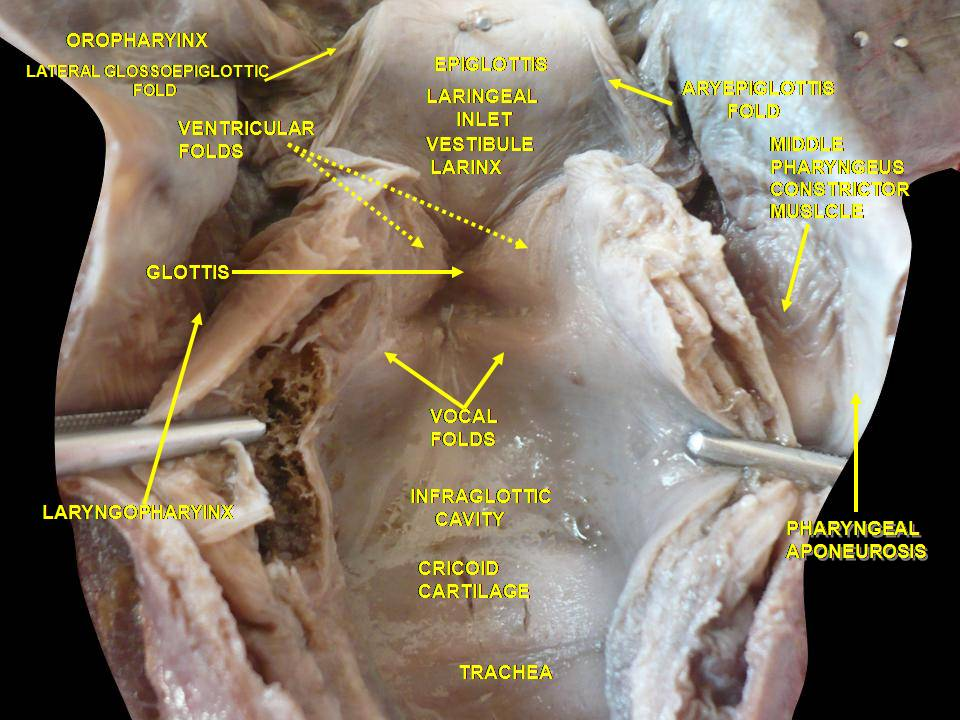
喉部、咽部及舌頭的深層解剖，後視圖。

## 外部連接
- part_8/chapter_53.html — Basic Human Anatomy at Dartmouth Medical School
- figures/chapter_53/53-10.HTM — Basic Human Anatomy at Dartmouth Medical School
- （英文）lesson11 在韦斯利诺曼的解剖课上（乔治城大学） (larynxsagsect)
- Diagram at sci.port.ac.uk